# Zulfuqar Əhmədzodə
 (décembre 2020).
Zulfuqar Əhmədzodə, Zulfuğar Əhmədzodə, Zülfüqar Əhmədzadə (en cyrillique russe: Зульфуга́р Ахмедзода́ , Pensər, Empire russe, 29 octobre 1898-Mariinsk, URSS, 9 juin 1942) était un poète et politicien talysh.

## Biographie
Il étudia à une médersa et puis à Istanbul.
Il soutint les bolcheviks pendant la Révolution russe, et travailla pour l'administration de 1920 à 1937.
Il fut arrêté à cause d'une confrontation avec  Mir Jafar Baghirov et condamné à 5 ans en prison mais il n'a pas purgé sa peine et décéda à un hôpital de Mariinsk.
Il écrivit et traduisit des œuvres en talyshi et azéri.